# Radość (przystanek kolejowy)
Radość – zlikwidowany przystanek kolejowy wraz z ładownią na nieistniejącej linii Kolei Jabłonowskiej.
Przystanek zlokalizowany był w Radości na obecnej ulicy Mozaikowej. Po likwidacji kolei budynek został rozebrany.